# Château Bouscaut

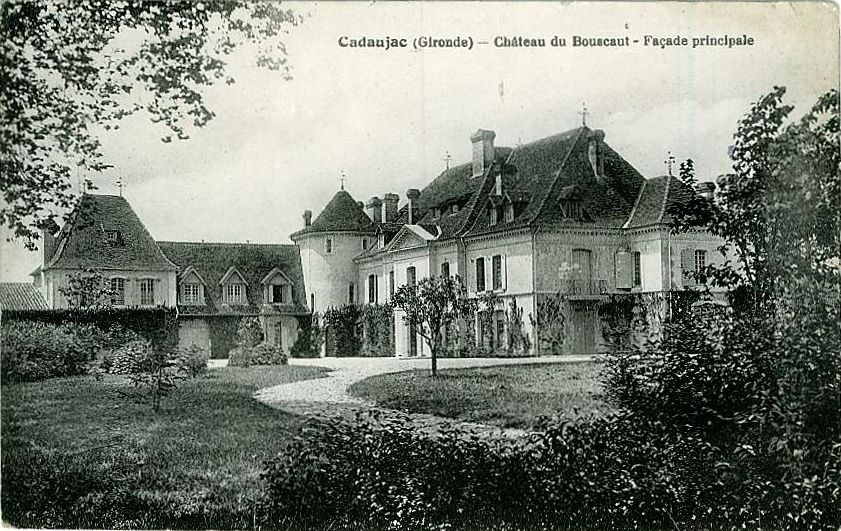
Postkarte von Château Bouscaut, 1. Dekade 20. Jahrhundert

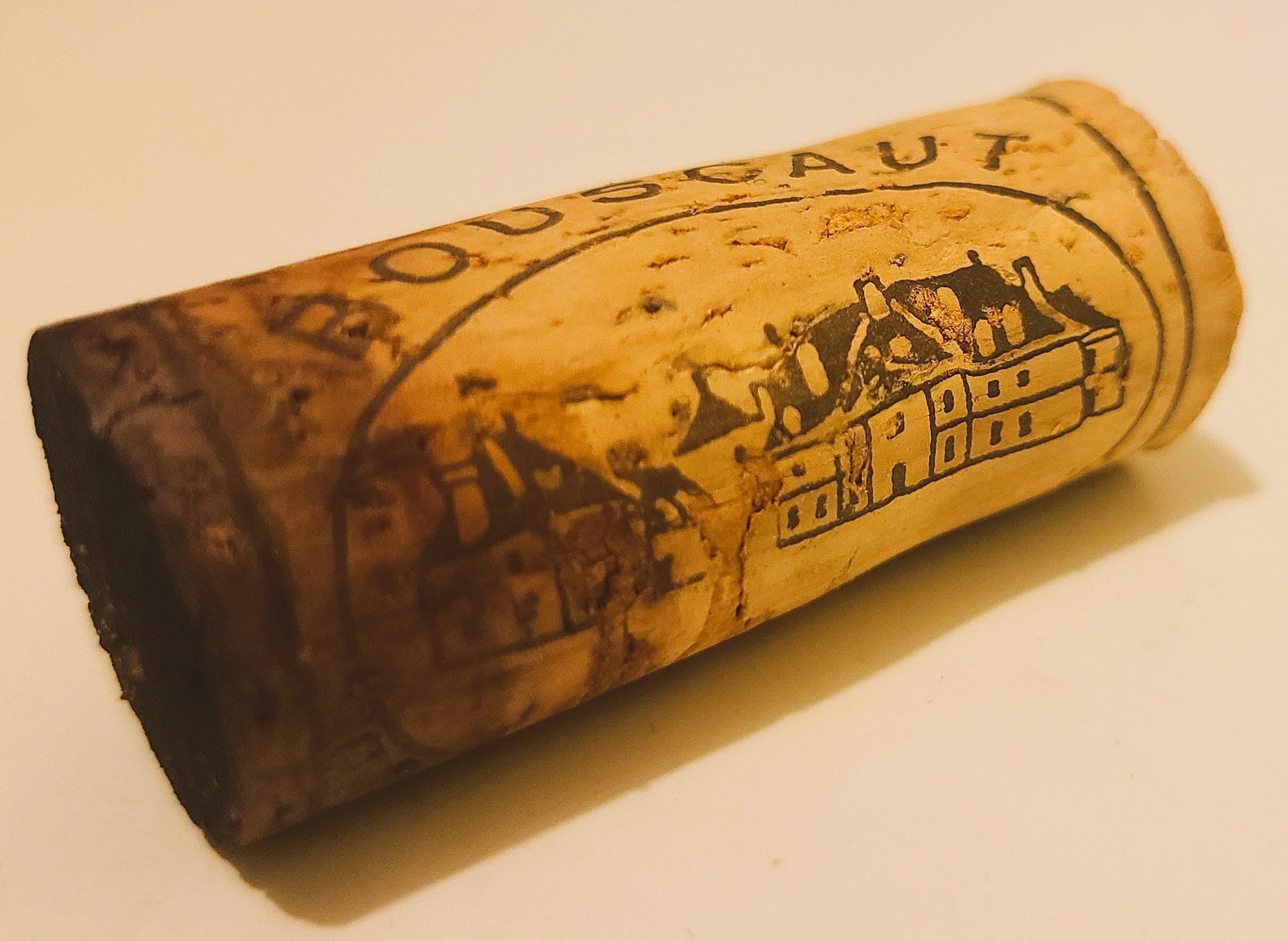
Älterer Rotweinkorken des Weinguts

Château Bouscaut ist ein Weinbaubetrieb mit ca. 44 ha innerhalb der Gemeinde Cadaujac in der französischen Weinbauregion Graves. Es gehört zu den 14 nach der Bordeaux-Klassifizierung von 1855 zertifizierten Betrieben. Die durchschnittliche Jahresproduktion beträgt 250.000 Flaschen. Der kleine Johnson bewertet es mit drei Sternen. Das Weingut ist Mitglied der 1973 gegründeten Union des Grands Crus de Bordeaux.

## Geschichte

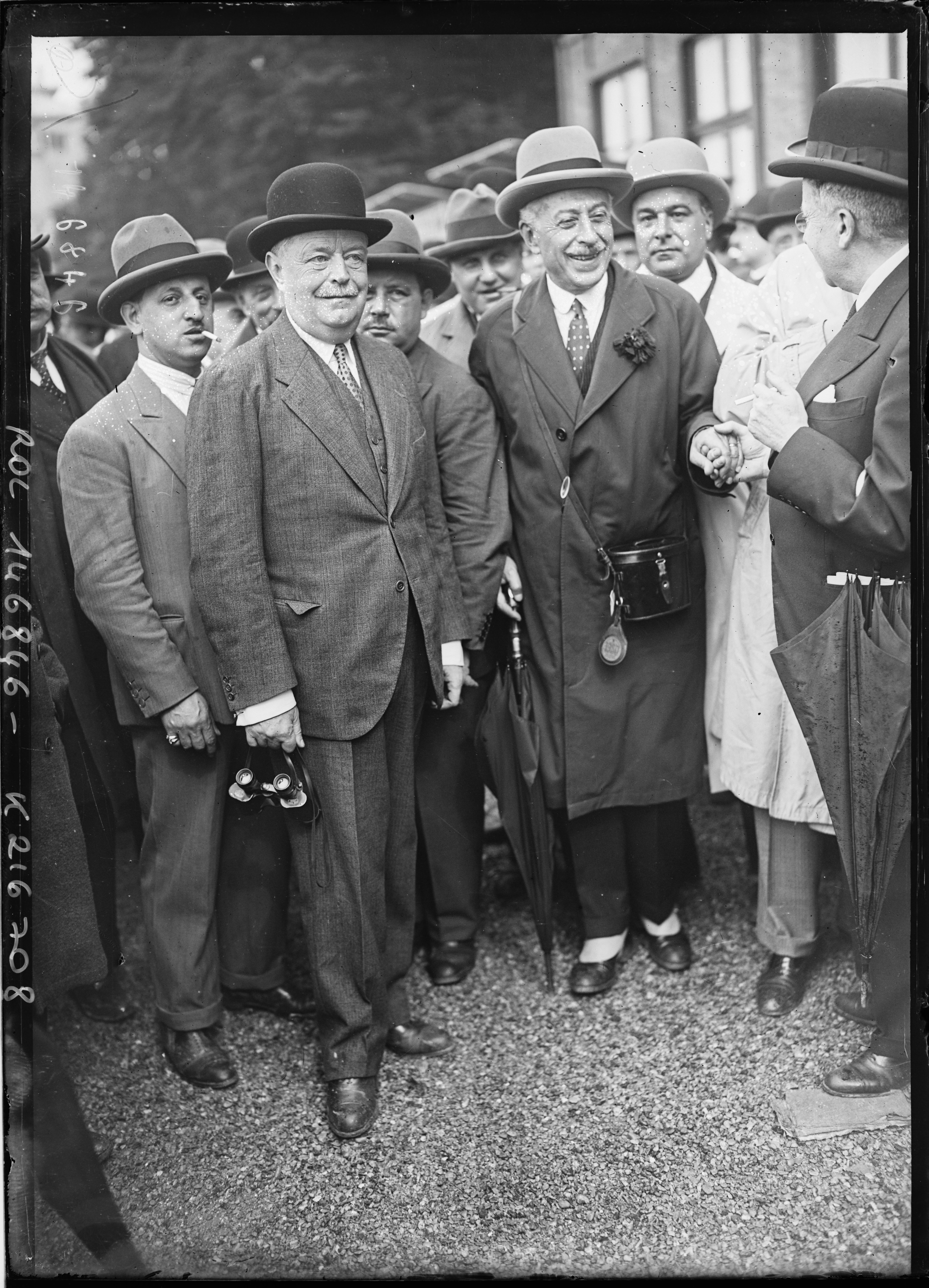
Graf von Rivaud am Rennplatz von Chantilly (vorn mit dunklem Hut und Fernglas), 1930

Die Geschichte des Weinguts lässt sich bis ins frühe 19. Jahrhundert zurückverfolgen, als es von der Familie Chabanneau gekauft wurde. Zuvor – bis 1881 – hieß das Weingut Château Haut Truchon. 1925 ging es an den Grafen Olivier de Rivaud über, der sich im Pferdesport engagierte. Er ließ zusammen mit seinem Partner Victor Place das Anwesen umfassend renovieren. Dabei wurde die Kellertechnik auf den neusten Stand gebracht, ein Turm angebaut, das Hauptgebäude um ein Stockwerk aufgestockt und die Weinberge drainiert. Auch integrierte er 1929 das Château Valoux in den Betriebsprozess, um wirtschaftlicher zu arbeiten.
Victor Place kaufte anschließend den Anteil seines Partners auf. Nach dem Zweiten Weltkrieg übernahm sein Sohn Robert nach die Leitung des Betriebs. 1953 erhielt das Gut für seine Weiß- und Rotweine den Titel Cru Classé de Graves. Im Jahr 1962 wurde das Schloss durch einen Brand zerstört und identisch wieder aufgebaut. Bis in die frühen 1970er Jahre war es im Familienbesitz und wurde dann an ein US-amerikanisches Konsortium verkauft, die es 1979 an Marie-Jeanne und Lucien Lurton (* 1925), jüngerer Bruder von André Lurton und Gründer der gleichnamigen Wein-Dynastie, veräußerten.
Lucien baute innerhalb von 40 Jahren einen Besitz von insgesamt 600 ha auf, der hauptsächlich im Entre-Deux-Mers und in dem AOC Pessac-Léognan liegt, den er 1987 mitbegründete. Seine Söhne François und Jacques erwarben Weinberge in Chile, Argentinien, Portugal, Spanien und im Languedoc, die in einem Mutterhaus in Bordeaux zusammengefasst sind und von dort vermarktet werden.
In den Jahren 1984 bis 1992 war Luciens Sohn Louis für die Produktion verantwortlich. 1992 wurden seine vielen Wein-Besitztümer unter seinen zahlreichen Kindern neu aufgeteilt und es gab eine unangenehme Übergangsphase bei Bouscaut, als seine Tochter Sophie ihren Bruder Louis aufkaufte. Seit 1995 ist die Linguistin Sophie verantwortlich. Zusammen mit ihrem professionell ausgebildeten Mann Laurent Cogombles wurden die Verarbeitungsprozesse im 1990 von Louis’ modernisierten Keller technisch verbessert.

## Terroir und Rebgut
Die durchschnittlich 40 Jahre alten Weinstöcke stehen vorwiegend auf Grund von Sandstein, der unterschiedlich viel mit Sand und Lehm vermengt ist. Als Besonderheit gelten etwas 3000 Stöcke aus dem 19. Jahrhundert, die noch immer gute Früchte hervorbringen. Zu den Verbesserungen im Weinberg gehören die Erhöhung der Spaliere, Begrünungsmaßnahmen in den Rebzeilen und radikale Verringerung des Einsatzes von Düngemitteln. Nicht überall erfolgt Handlese. Vor allem in jüngeren Rebzeilen kommen Traubenvollernter zum Einsatz.
Auf Château Bouscaut werden sowohl Weiß- als auch Rotweine an- und ausgebaut, wobei die Rotweine mit mehr als 75 % der Fläche überwiegen. Der Sortenspiegel lautet 50 % Cabernet Sauvignon, 42 % Merlot, 7 % Malbec und 1 % Petit Verdot. Ein Zweitwein wird unter dem Namen Les Chênes de Bouscaut vermarktet.

Die Rotweine werden im Januar abgefüllt, nachdem sie zuvor 16 Monate in 40 % neuen Eichenfässern gereift sind. 

« There is a conscientious effort to avoid exessive extraction, as this has never been the style at Bouscaut. […] The red often has an underlying austerity, as though the tannins are not always fully ripe. It is rarely a fleshy wine, the emphais being on finesse. Some claim the terroir is better suited to white than red wines, and perhaps that is so. The oak is always quite present, especially on the nose, but overall it seems well judged and is rarely obstrusive. »

„Man bemüht sich gewissenhaft, eine übermäßige Extraktion zu vermeiden, denn das war noch nie der Stil von Bouscaut. […] Der Rotwein hat oft eine unterschwellige Strenge, als ob die Tannine nicht immer voll ausgereift wären. Es ist selten ein fleischiger Wein, der Schwerpunkt liegt auf der Finesse. Manche behaupten, das Terroir sei für Weißweine besser geeignet als für Rotweine, und vielleicht ist das auch so. Die Eiche ist immer recht präsent, vor allem in der Nase, aber insgesamt scheint sie gut dosiert und ist selten aufdringlich.“

Auf 10 ha wächst Weißwein mit den Sorten Sauvignon Blanc (55 %) und Sémillon. Die Weissweine sind allgemein schlank und zitrisch, in manchen Jahrgängen ist die Säure recht spitz. Nach Auffassung von Stephen Brook waren die Jahrgänge 1996 und 1997 etwas vollmundiger, fielen in den nachfolgenden Jahren bis 2000 aber wieder zurück. Ab 2002 kamen für ihn kräutige Noten zum Vorschein, ab 2004 wieder kraftvollere und extraktreiche Weine mit zunehmendem Fruchtanklang.